# Heterocerus obsoletus
Heterocerus obsoletus is een keversoort uit de familie oevergraafkevers (Heteroceridae). De wetenschappelijke naam van de soort is voor het eerst geldig gepubliceerd in 1828 door Curtis.